# Russell Shaw
Russell Shaw est un compositeur et sound designer anglais né en 1962. Il est principalement reconnu pour son travail pour les jeux vidéo du créateur Peter Molyneux comme Dungeon Keeper, Black and White ou la série Fable.

## Biographie
Il commence sa carrière à la fin des années 70 comme guitariste. Se destinant au métier de music producer il travaille en studio comme ingénieur du son, enregistrant des groupes de musique ainsi que des doubleurs pour le cinéma et la télévision. Dans les années 90, il est employé par le label StreetSounds (en) à produire des white labels pour la scène londonienne. Son rôle consiste alors notamment à jouer, arranger et écrire de la musique, ce qui l’amène naturellement à la composition.
À cette période il s’adonne aux jeux vidéo et à la programmation musicale sur un Atari ST. En 1992, il apprend que le studio de développement Bullfrog recrute des ingénieurs du son pour améliorer la qualité sonore de ses jeux : il rejoint l’équipe et compose en 1993 la musique de son premier jeu, Syndicate. En 1997, il suit Peter Molyneux lors de la création du studio Lionhead et compose les musiques de ses jeux jusqu’à Fable: The Journey en 2012. Il fonde cette année-là sa propre société de production musicale, tout en continuant à travailler pour le jeu vidéo.
Il obtient plusieurs nominations aux BAFTA pour ses compositions : pour Fable en 2005, pour Fable II en 2009 et pour Fable III en 2011. Il est aussi récompensé en 2011 pour son travail sonore pour Fable III lors des MPSE Awards.

## Compositions pour le jeu vidéo

### Années 1990
- 1993 : Syndicate
- 1994 : Magic Carpet
- 1994 : Theme Park (sound design)
- 1995 : Hi-Octane (sound design)
- 1995 : Magic Carpet 2
- 1996 : Genewars
- 1996 : Syndicate Wars
- 1997 : Dungeon Keeper
- 1997 : Theme Hospital
- 1998 : Populous : À l'aube de la création

### Années 2000
- 2001 : Black and White
- 2004 : Fable
- 2005 : Black and White 2
- 2005 : The Movies (directeur audio)
- 2008 : Fable II

### Années 2010
- 2010 : Fable III
- 2012 : Fable Heroes (directeur audio)
- 2012 : Fable: The Journey
- 2015 : Satellite Reign (sound design)
- 2018 : Two Point Hospital (directeur audio)